# Taebaek (miasto)
Taebaek (kor. 태백시) – miasto w Korei Południowej, w prowincji Gangwon. W 2001 liczyło 56 193 mieszkańców.